# Svesci – Communio
Svesci - Communio, hrvatski katolički teološki časopis u svezi s međunarodnim katoličkim teološkim časopisom Communiom.

## Povijest
1969. godine Centar za koncilska istraživanja, dokumentaciju i informacije "Kršćanska sadašnjost" objavljivao je časopis Sveske. Godine 1975. Kršćanska sadašnjost pokrenula je teološki časopis Svesci – Communio. Urednik je bio Tomislav Janko Šagi-Bunić, a nastavljao je časopis Sveske (ISSN 1331-0356). Osnovna odrednica časopisa bila je u zajedništvu s međunarodnim teološkim časopisom Communio. No zbog ondašnjih prilika donosio tekstove i iz ostalih teoloških časopisa. Od 1973. godine list je uređivao Stipe Bagarić. Od 1989. izlazio je kao tromjesečnik i polugodišnjak, izdavač je Kršćanska sadašnjost, s novim ISSN-om 1331-0348. Urednici su bili Tomislav Jakov Šagi-Bunić, Zvonimir Izidor Herman  i Aldo Starić. 2010. godine ponovo je počeo izlaziti na teološki časopis Communio, sada samo kao Communio (ISSN 1847-6465), odnosno objavljuje isključivo članke iz Communija. Razlog su promijenjene okolnosti društva i Crkve i zbog mnoštva teoloških časopisa na hrvatskom i na drugim jezicima nema potrebe preuzimati članke iz drugih časopisa. Communio je osim toga istinski časopis 'zajedništva', gdje ne prevladava jedna teološka misao, nego se mogu susresti najrazličitiji pristupi životu Crkve, društva, znanosti. Time Communio u ovomu novom ruhu ne gubi ništa od pluralnosti života Crkve, jer je to zadano časopisu samim naslovom. Hrvatsko izdanje izlazi dvaput godišnje, objavljuje ponajbolje članke iz svih ostalih uredništava, ali i članke hrvatskih teologa i ostalih znanstvenika. Glavni i odgovorni urednik hrvatskog izdanja Communija od 2010. godine je Ivica Raguž.

## Vanjske poveznice
- Kršćanska sadašnjost Communio